# 千年之恋 光源氏物语
千年之恋 光源氏物语（日语：／ ）是2001年12月15日上映的日本电影，東映創立50周年紀念作品。由吉永小百合、天海祐希主演。

## 梗概
故事發生在千年之前的越前國，紫氏部（吉永小百合 飾）嫁給比自己大很多的丈夫，生下女兒賢子。丈夫婚後不久就去世，紫氏一直過著孀居的生活並開始創作小說《源氏物語》。不久，藤原道長喚她來京都擔任女兒彰子的老師，希望把彰子調教成皇后最合適的人選。 紫氏入宮，一邊繼續創作《源氏物語》，一邊給彰子講其中的故事……這是關於光源氏一生的愛情故事。源氏（天海祐希 飾）俊美無比，從小失去母親。他雖與左大臣的女兒葵上成婚，但並不愛她。源氏從小對父親的寵妃藤壺心生愛慕，並發生了亂倫關系。藤壺懷孕生子，使兩人都充滿負罪感。源氏意外發現一個叫紫上（常盤貴子 飾）的女孩，長得很像藤壺。便把她養在家裡，並娶為正室。源氏又相繼與明石姬、櫳月夜、六條等十數位貴族女性發生了曖昧關系。貴族的糜爛生活，人世的宿命，女人的悲劇，一併聽紫氏娓娓道來。

## 演员表

### 现实
- 紫式部 （吉永小百合）
- 藤原為時（神山繁）
- 賢子（前田亜季）
- 彰子（水橋貴己）
- 藤原惟規（段田安則）
- 倫子（浅利香津代）
- 藤原道長、藤原宣孝（渡辺謙）
- 清少納言（森光子）（特別出演）

### 物语
- 光源氏（天海祐希）
- 紫之上（常盤貴子）
- 藤壺中宮、桐壺更衣（高島礼子）
- 桐壺帝（本田博太郎）
- 六条御息所（竹下景子）
- 十条帝（風間杜夫）
- 大后（かたせ梨乃）
- 明石の入道（竹中直人）
- 明石の君（細川ふみえ）
- 葵之上（中山忍）
- 胧月夜（南野陽子）
- 末摘花（鷲尾真知子）
- 秋好中宮（鈴木えみ）
- 頭中将（風間トオル）
- 絵師（片岡鶴太郎）
- 藤原惟光（山本太郎）
- 右大臣（加藤武）
- 源典侍（岸田今日子）
- 揚げ羽の君（松田聖子）　※新增特色人物
- 覚全僧上（織本順吉）

## 工作人员
- 製作总指揮 　高岩淡
- 製作 　広瀬道貞 塚本勲 里見治 菅徹夫 後藤亘 箱島信一
- 企画 　岡田裕介 早河洋 飯田貞志 気賀純夫 山内久司
- 制片人 　妹尾啓太 冨永理生子 木村純一 遠谷信幸 古川一博 依田正和
- 監督 　堀川とんこう
- 助監督 　平田博志
- 脚本　早坂暁
- 撮影　鈴木達夫
- 音乐　冨田勲
- 音乐制作　北神行雄 津島玄一
- 美術　西岡善信 松宮敏之
- 録音　佐俣マイク
- 整音　瀬川徹夫
- 照明　安藤清人
- 編集　只野信也
- 撮影　高橋政子
- 美術　松浦芳治
- 照明　安藤和也
- 制作　「千年の恋」项目委員会=東映、加賀電子、サミー、丸紅、テレビ朝日、電通、日本出版販売、東映ビデオ、TOKYO FM、朝日新聞社、朝日放送

## 获奖情况
- 第20回ゴールデングロス賞優秀銀奖